# Étienne Dupérac

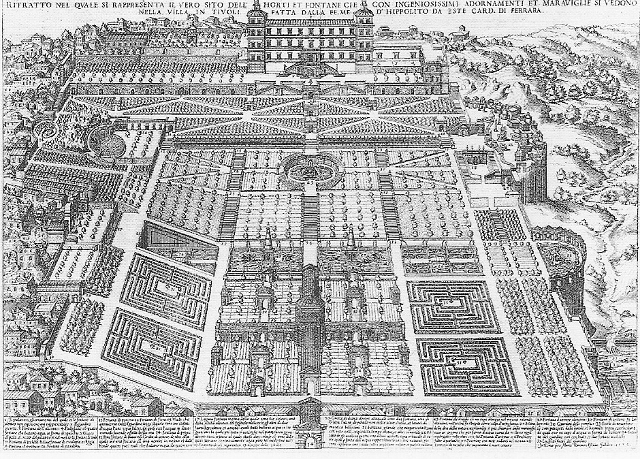
Il progetto originario di Pirro Ligorio per Villa d'Este, 1573

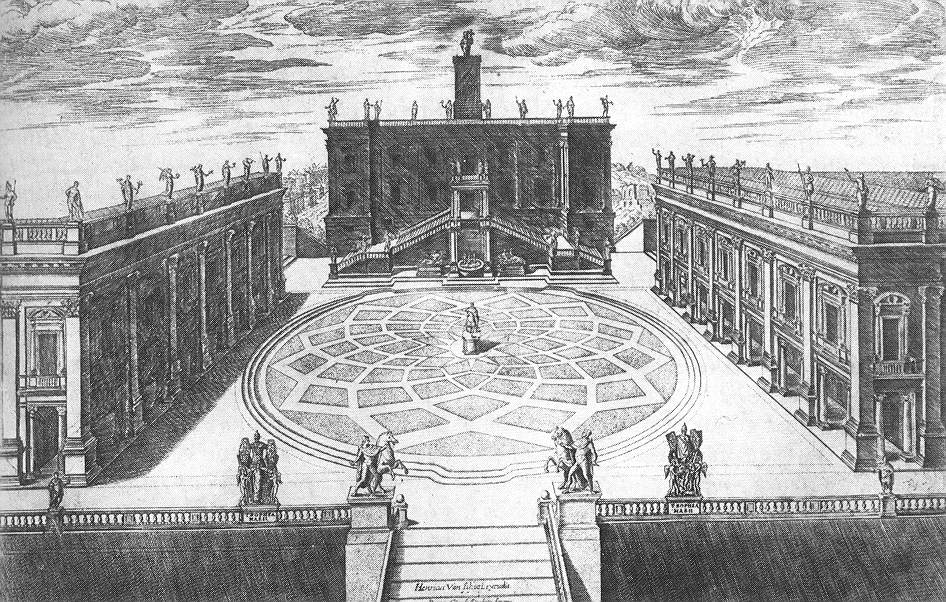
Vista del Campidoglio

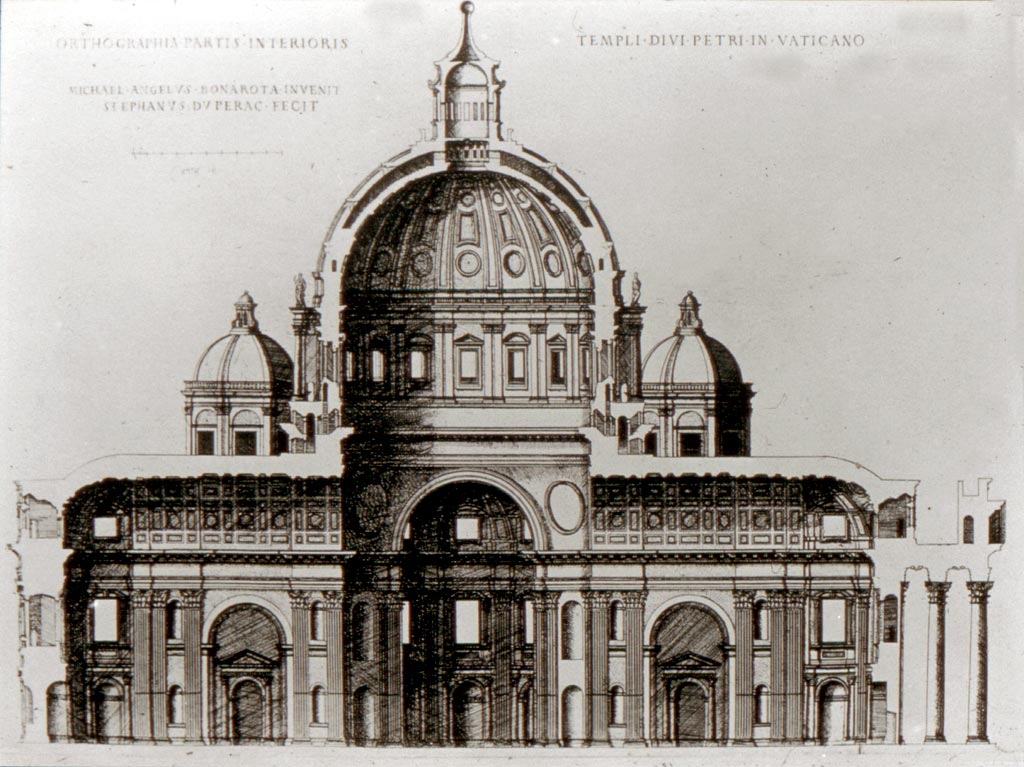
Progetto michelangiolesco per la basilica di San Pietro in Vaticano

Étienne Dupérac, italianizzato in Stefano Duperac, o Du Perac o anche Du Perach (1535 circa – Parigi, 1604), è stato un architetto disegnatore, pittore, incisore, cartografo francese Artista versatile della seconda metà del XVI secolo, fu studioso dell'antichità, acquafortista e progettista di giardini.

## Biografia
Non abbiamo notizie della prima parte della sua vita e della sua formazione. Sappiamo che cominciò la sua attività artistica a Venezia e che arrivò a Roma nel 1559,rimanendoci per due decenni e lavorando prevalentemente come disegnatore di vedute, resti archeologici e monumenti, anche in collaborazione con altri artisti suoi connazionali, come Antoine Lafréry e Lorenzo della Vaccheria che avevano un'avviata bottega di editoria calcografica.
La sua formazione antiquaria fu favorita dall'amicizia e la collaborazione con l'erudito Onofrio Panvinio.
Il suo lavoro grafico è di estremo interesse come preziosa fonte documentale sui resti monumentali dell'antichità romana e sull'architettura del XVI secolo a Roma.
Durante il periodo romano lavorò anche in altri ambiti artistici, anche se la sua attività è poco documentata. A lui sono state attribuite le pitture di paesaggi nella Loggia di Pio IV in Vaticano. Fu ospite nel 1571 a Tivoli del cardinale Ippolito II d'Este, incidendo poi il progetto originario di Pirro Ligorio per Villa d'Este. Si occupò degli allestimenti del conclave del 1572. Lavorò come pittore per la famiglia Caetani, forse per il palazzo di Cisterna di Latina.
Nel 1578, dopo la morte di Antoine Lafréry e dopo aver progettato di stabilirsi a Malta, tornò definitivamente in Francia, a Caen, lavorando come architetto dei principi di Guisa e di Lorena (1578-1588).
Divenne, verso il 1596, uno degli architetti della corte di Enrico IV, che lo incaricò di completare la prima parte della grande Galleria del Louvre, incominciata da Jacques Androuet. Lavorò anche a Fontainebleau (con dipinti oggi perduti), alle Tuileries (dove costruì il Pavillon de Fore), ed al castello di Saint-Germain-en-Laye dove realizzò un giardino all'italiana a terrazze digradanti.

## L'opera grafica
Le immagini realizzate da Duperac sono insostituibili per la storia dell'arte. Particolarmente importanti le incisioni che ricostruiscono il progetto di Michelangelo Buonarroti per la basilica di San Pietro in Vaticano (1569), dopo la morte dell'artista che aveva lasciato incompiuta l'opera. Molto conosciuta è anche l'incisione che mostra il complesso michelangiolesco del Campidoglio, con la famosa pavimentazione ellittica che sarà realizzata nel XX secolo, così come da lui rappresentata.
Dai suoi disegni furono ricavate diverse pubblicazioni tra cui una mappa dell'antica Roma (Urbis Romae Sciographia, 1574), una veduta a volo d'uccello dell'antico porto di Ostia (Claudii e Traiani ... Portuum Ostiensium Orthografia ... , 1575) e un piano di Roma moderna a volo d'uccello (Nova Urbis Romae Descriptio ... , 1577) e di Napoli (1566) la cui estrema precisione rivela anche competenze di topografia, un libro di quaranta incisioni di monumenti e antichità romana (I vestigi dell'antichità di Roma raccolti e ritratti in perspettiva con ogni diligentia da Stefano Du Perac parisino, 1575). Sue incisioni fanno parte della famosa raccolta di vedute di Roma moderna (Speculum Romanae Magnificentiae) curata da Lafréry.
Oltre a tali pubblicazioni ci restano un centinaio di stampe che rappresentano vedute, ricostruzioni di antichi monumenti, reperti archeologici, paesaggi, ricostruzioni ipotetiche di edifici classici influenzate da Pirro Ligorio, soggetti mitologici, avvenimenti di cronaca. Sono realizzate ad acquaforte con uno stile che ricorda gli incisori della Scuola di Fontainebleau.
Tra le altre famose immagini realizzate da Duperac, si ricordano la veduta del cortile del Belvedere in Vaticano in occasione di un torneo svoltosi nel 1565,  una veduta a volo d'uccello del palazzo e del giardino, in via di realizzazione, di Villa d'Este a Tivoli (1573), la riproduzione del Giudizio Universale di Michelangelo (1578).
Un album dei disegni di Dupérac, datato 1575, è conservato al Museo del Louvre.

## Altre immagini

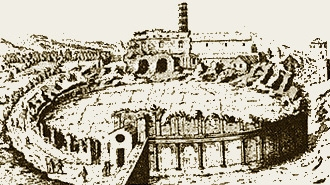
L'anfiteatro Castrense
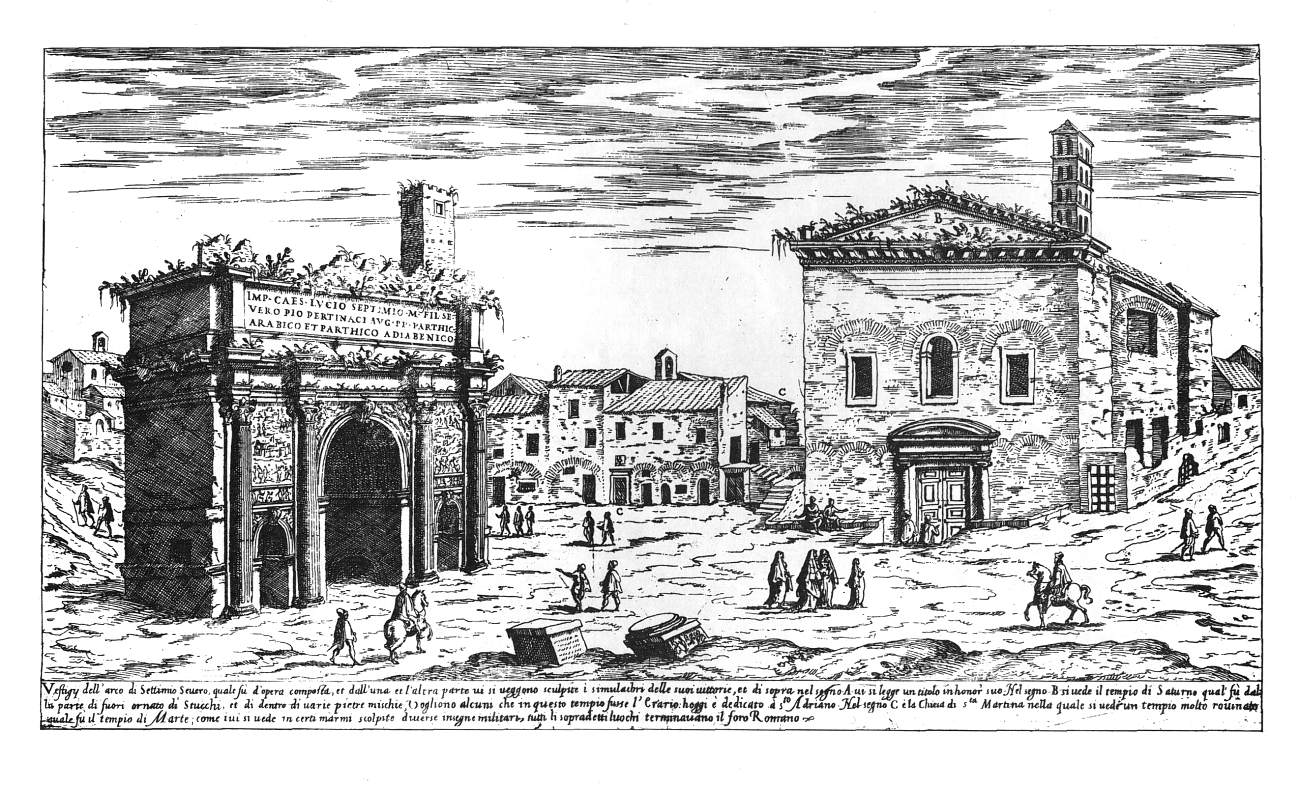
L'arco di Settimio Severo
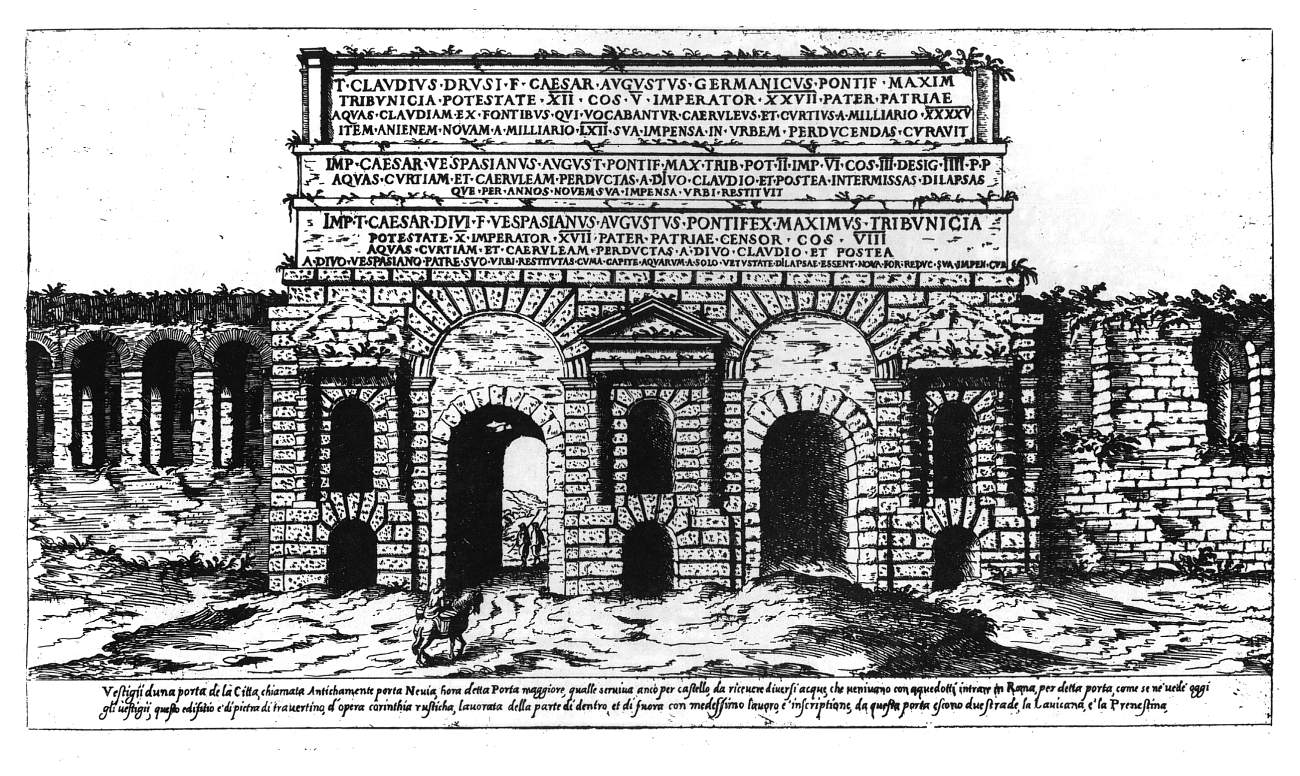
Porta Maggiore a Roma